# Sauer Compressors
Die J.P. Sauer & Sohn Maschinenbau Beteiligungsgesellschaft mbH (Im Außenauftritt: Sauer Compressors) ist ein Kieler Hersteller von Kompressoren.
Die Produkte des Unternehmens finden in der zivilen Schifffahrt, dem Rüstungssektor, der Erdöl-Industrie und weiteren Industriebereichen Anwendung. Unter den Marken Sauer, Haug, Girodin und EK werden Verdichter für die Komprimierung verschiedener technischer Gase vertrieben. Auf 50 % der weltweiten Handelsschiffe und rund 75 % aller Kriegsschiffe werden die Schiffsdieselmotoren mithilfe von Druckluftkompressoren von Sauer Compressors gestartet. J.P. Sauer & Sohn Maschinenbau ist eine Tochter der DMB Dr. Dieter Murmann Beteiligungsgesellschaft.

## Geschichte
Ein Vorgängerunternehmen von Sauer Compressors ist die Kompressorenfabrik Wilhelm Poppe. Dieses Unternehmen geht auf eine Messinggießerei zurück, die 1884 von Wilhelm Poppe in Kiel gegründet wurde. Die Fertigung von Kompressoren begann 1930. Im Jahr 1966 übernahm Wilhelm Poppe den Schusswaffenhersteller J. P. Sauer & Sohn aus Eckernförde. Zwei Jahre später, 1968, schlossen sich Poppe, Hydromechanik Maschinenbau und die Veltrup-Werke zur J.P. Sauer & Sohn Maschinenbau GmbH zusammen. Das Waffengeschäft wurde 1976
an die SIG weiterverkauft. Nach dieser Veräußerung fokussierte sich das Unternehmen auf die Kompressorenfertigung und übernahm 1989 den französischen Hersteller Techniques Girodin S.A. 2016 erfolgte die Übernahme von Haug Kompressoren mit Sitz in St. Gallen.